# Festung Bergenhus

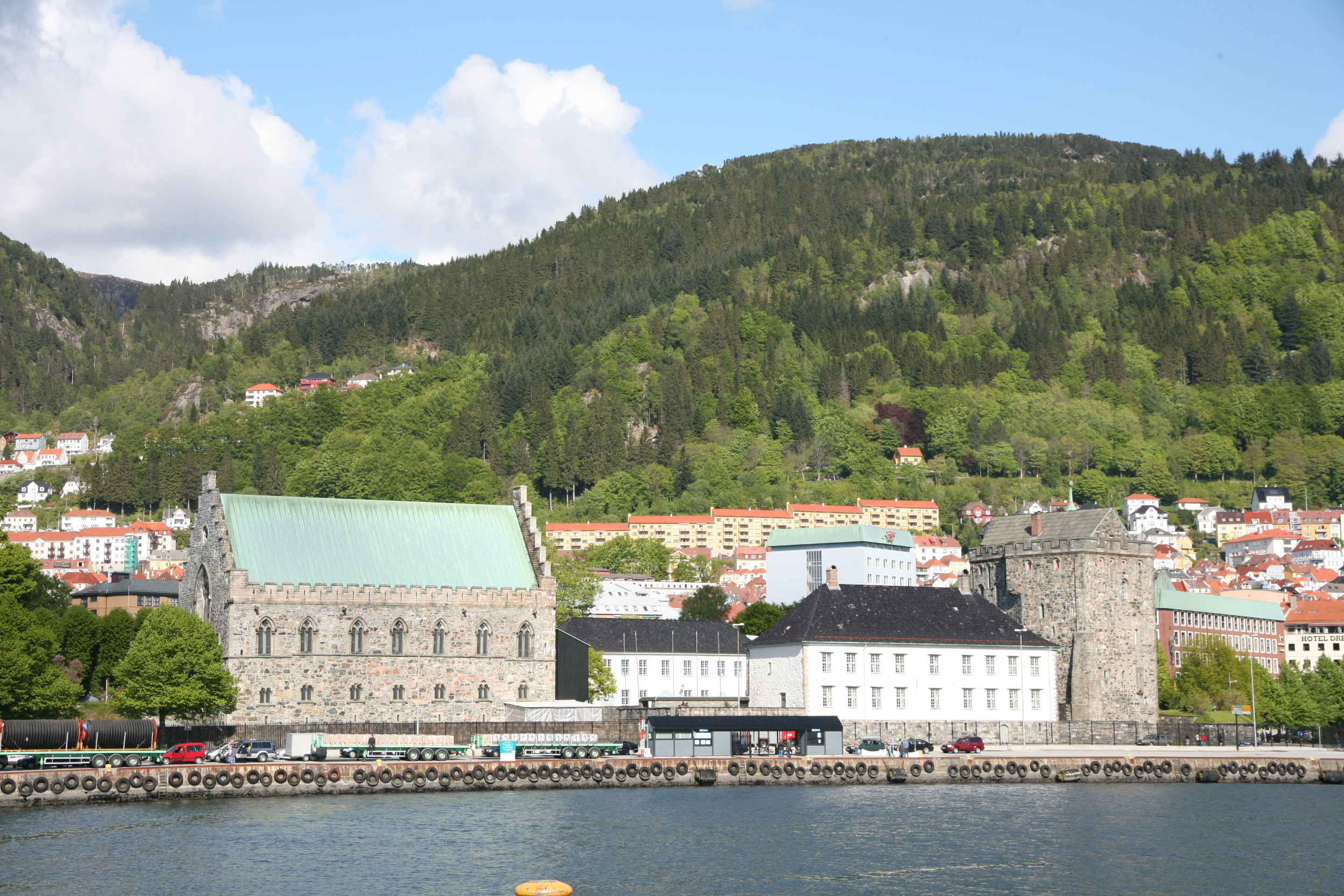
Die Festung Bergenhus

Die Festung Bergenhus in Bergen ist eine der ältesten und am besten erhaltenen Festungen Norwegens. Die ältesten Teile der Festung, die im Stadtteil Bergenhus liegt, stammen aus dem 12. Jahrhundert, die neuesten Teile aus der Zeit des Zweiten Weltkrieges.

## Geschichte
Die Festung Bergenhus liegt landschaftlich schön und strategisch günstig in der Einfahrt zur Bucht Vågen in Bergen. Das Gebiet der Festung hieß im Mittelalter Holmen. Das Terrain zwischen dem Holmen und der mittelalterlichen Sverresborg, die in den 1180er  Jahren angelegt wurde, war ein Sumpfgebiet, das Veisan hieß (heute Koengen).

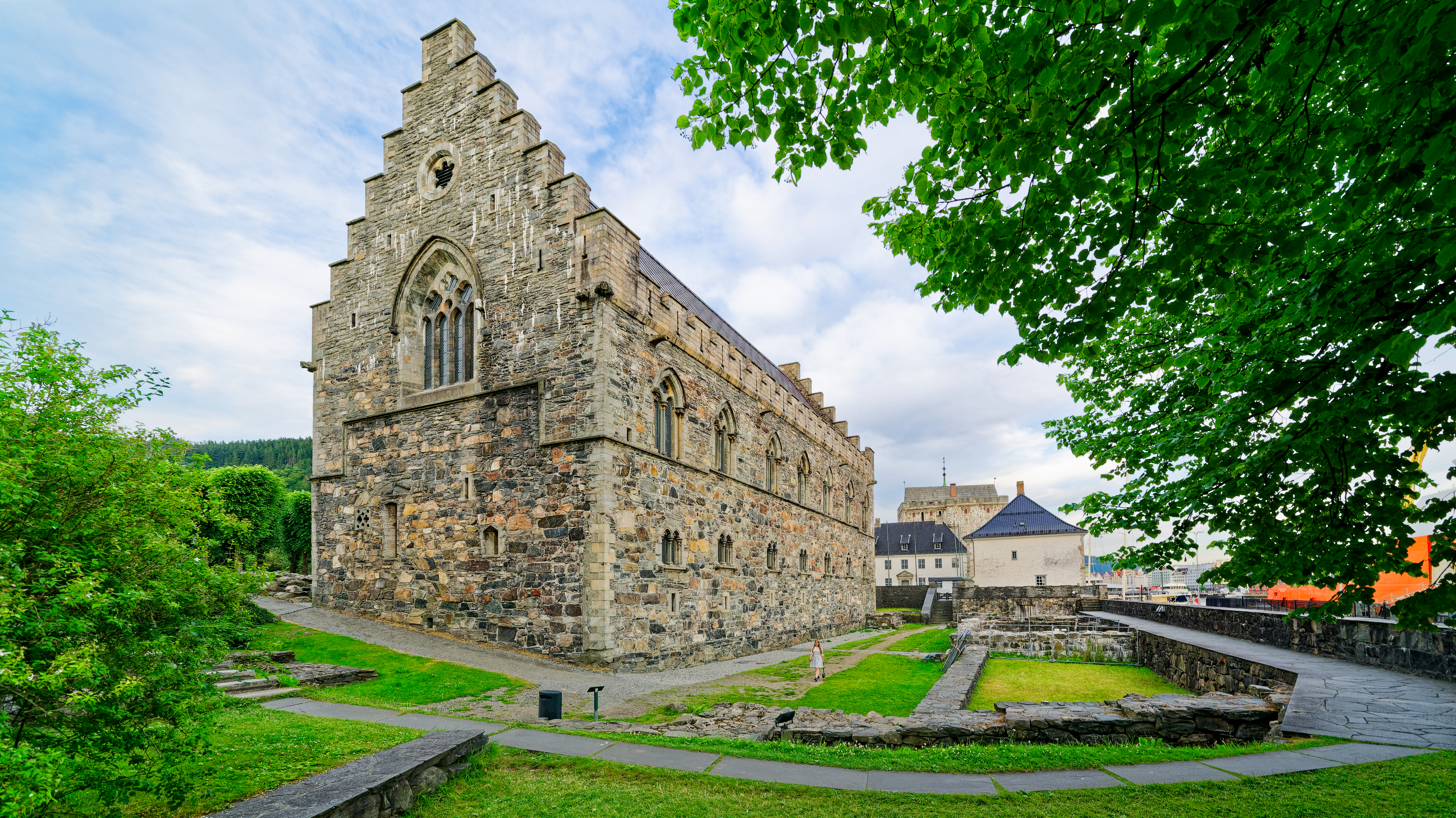
Håkonshalle, 1247 bis 1261 errichtet

König Øystein Magnusson verlegte den norwegischen Thron im 12. Jahrhundert nach Holmen und baute hier einen neuen Königshof. Als die Bürgerkriege in der ersten Hälfte von Håkon Håkonssons langer Regierungszeit (1217–1263) abebbten und Norwegen sich konsolidierte, wurde hier eine Festungsanlage aus Stein errichtet. Bergen wurde Norwegens Hauptstadt mit dem Holmen als politischem Zentrum. Zwei der Gebäude aus dieser Zeit stehen noch heute an ihrem Ort: Die Håkonshalle und Magnus Lagabøtes Kastell als Teil des Rosenkrantzturms. Hinzu kamen damals eine Steinkirche, mehrere Steinhallen, zwei Torkastelle und eine Festungsmauer.
Um 1530 ließ der Burghauptmann Eske Bille die Festung stark ausbauen und dafür ein ganzes Stadtviertel in der Nähe des Schlosses, darunter neben der Kathedrale des Erzbischofs, der Christuskirche, die Apostelkirche, das Chorherrengebäude der Kanoniker und den Bischofshof, niederreißen.
Als mit der dänisch-norwegischen Personalunion die Königsmacht nach Dänemark verlegt wurde, verlor Bergen den Status als Residenzstadt. Aber der alte Königshof war weiterhin das politische und administrative Zentrum für das Vestland und Nord-Norge. Erst mit der Einführung des Absolutismus in Dänemark 1660 wurde Bergenhus eine reine Festung. Am 2. August 1665 war die Festung an der Schlacht von Vågen beteiligt.
Im Laufe des 17. Jahrhunderts wurde die Festung ausgebaut und verstärkt und war um 1700 am vollständigsten mit Bergenhus und Sverresborg als eine gemeinsame Festung.
Anfang des 19. Jahrhunderts wurde die Sverresborg wieder vom eigentlichen Festungsgelände getrennt. Die Anlage wurde zum Park und Lustgarten umkonzipiert, während die Verteidigungsanlagen für Bergen stückweise aus der Stadt ausgelagert wurden.
Dennoch blieb die Festung eine Militäranlage, u. a. als Hauptquartier der zwei Vestlandsregimenter und mit einer Unteroffiziersschule ab ca. 1911. Nach der deutschen Besetzung Norwegens im Zweiten Weltkrieg diente die Festung als lokales Hauptquartier der deutschen Wehrmacht. Sowjetische Kriegsgefangene bauten hier einen Betonbunker. Am 20. April 1944 ereignete sich ein Unglück, als das mit Dynamit beladene niederländische Schiff Voorbode in die Luft flog und Teile der Festung stark beschädigt wurden.
Nach der Befreiung 1945 wurde Bergenhus das Hauptquartier des Distriktkommandos Vestlandet. 1996 übernahm das Bergenhus Festning Regiment das Kommando auf der Festung bis zu seiner Auflösung am 30. September 2002. Seitdem haben die Marineschulen auf der Festung das Kommando.
Seit 2002 befinden sich hier weitere militärische Einrichtungen wie die Rechenschaftsadministration der norwegischen Streitkräfte, das Verteidigungsmuseum und der Heimwehrdistrikt für Vestland. Ebenso haben das Musikkorps von Vestland und das Wehrpflichtswerk Bergen ihren Sitz in der Festung. Etwa 150 militärische Angestellte haben hier ihren Arbeitsplatz.
Am 9. April 2006 wurde das Festungsmuseum Bergenhus (norwegisch Bergenhus Festningsmuseum) durch Gunnar Sønsteby (1918–2012) eröffnet, einem ehemaligen norwegischen Widerstandskämpfer und dem am höchsten dekorierten norwegischen Staatsbürger. Das Kriegsmuseum illustriert unter anderem die Zeit Norwegens unter deutscher Besatzung.

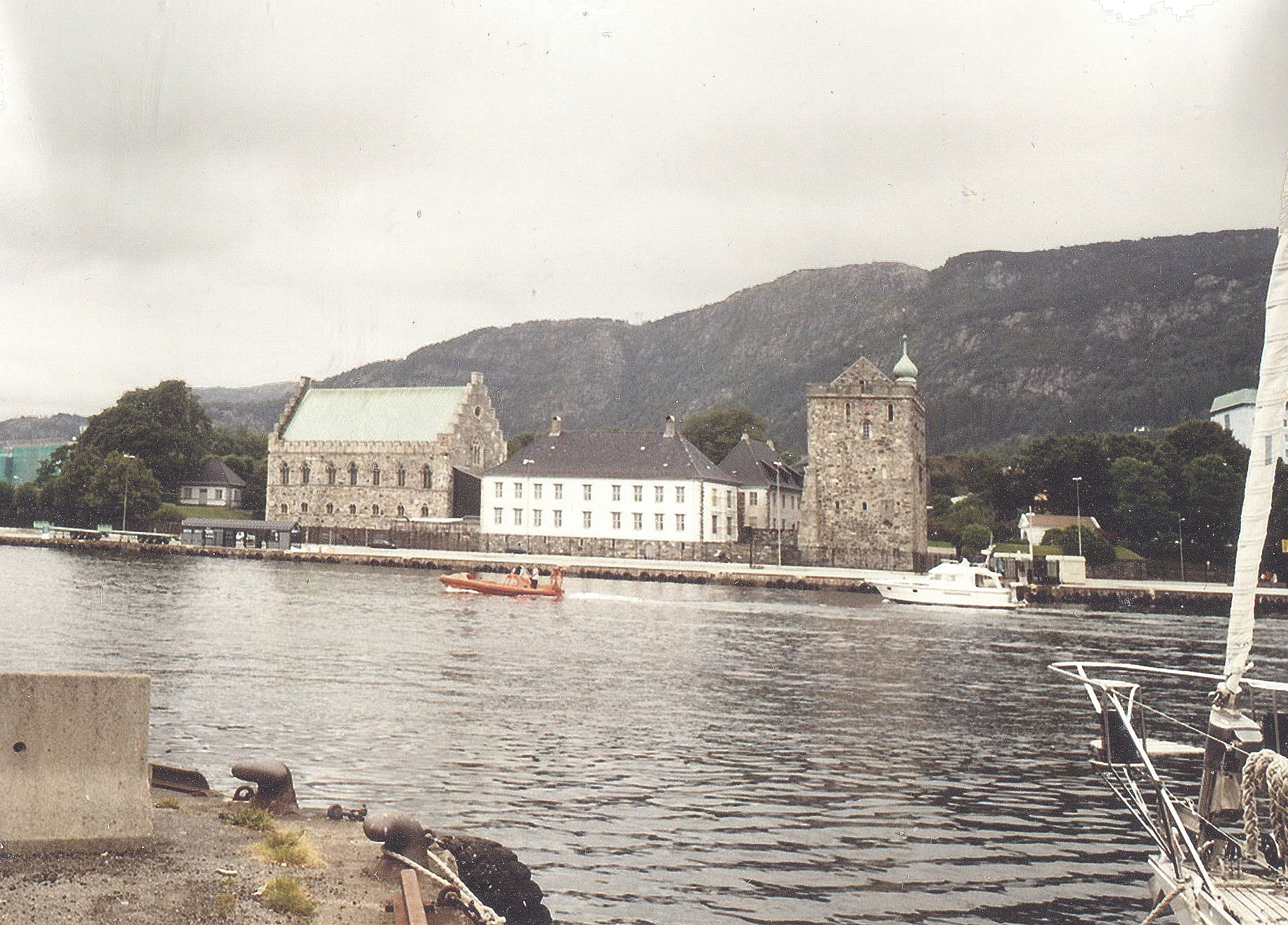
Seeseite
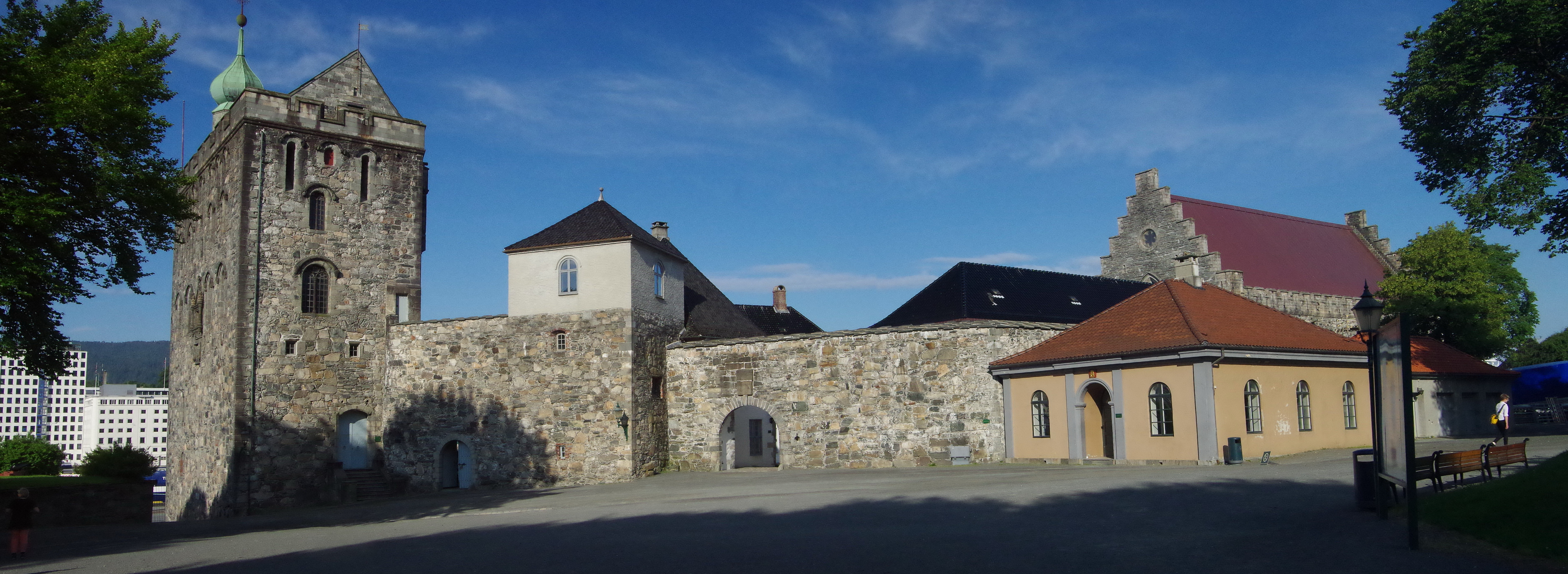
Landseite
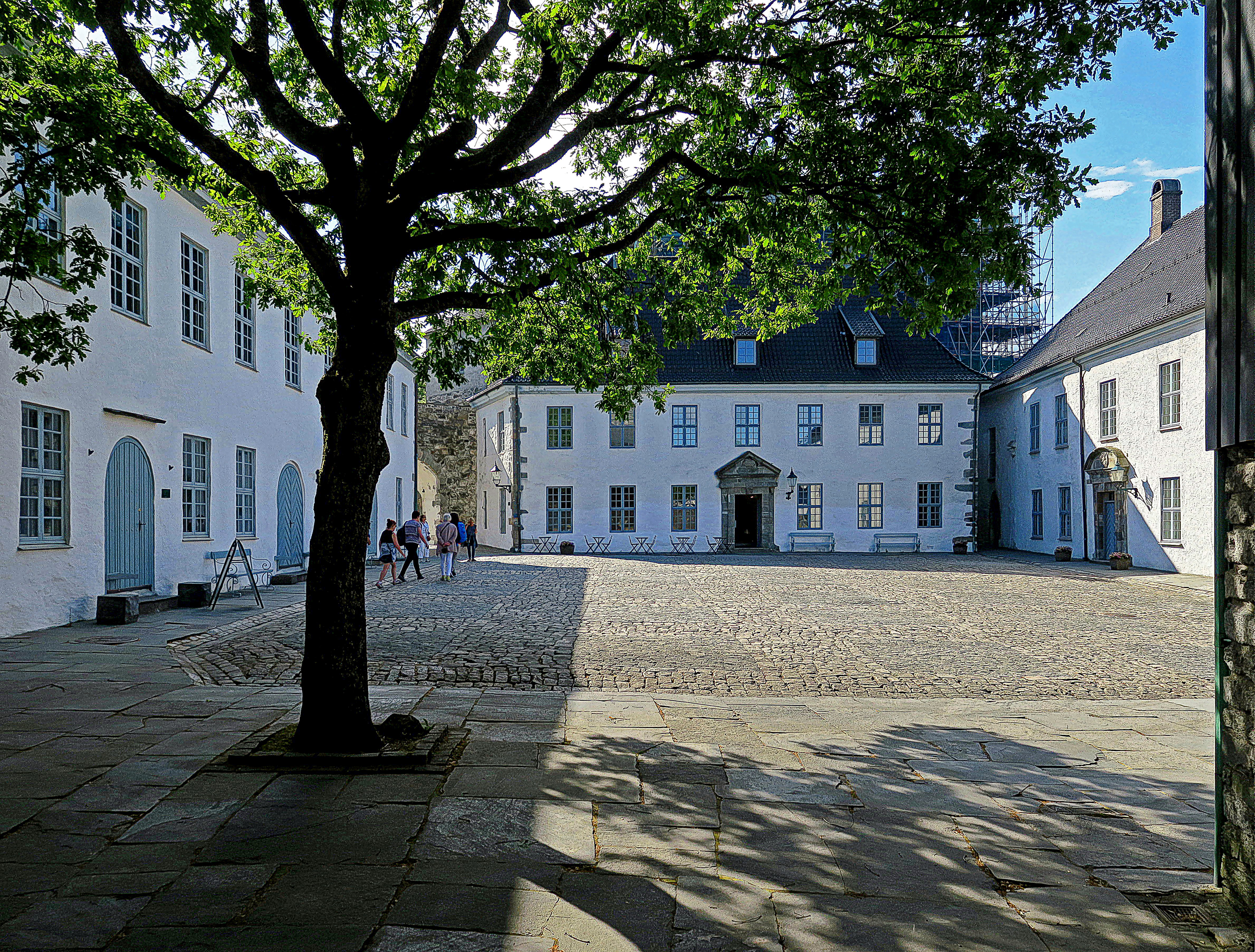
Barocke Hofanlage zwischen Rosenkrantzturm und Håkonshalle
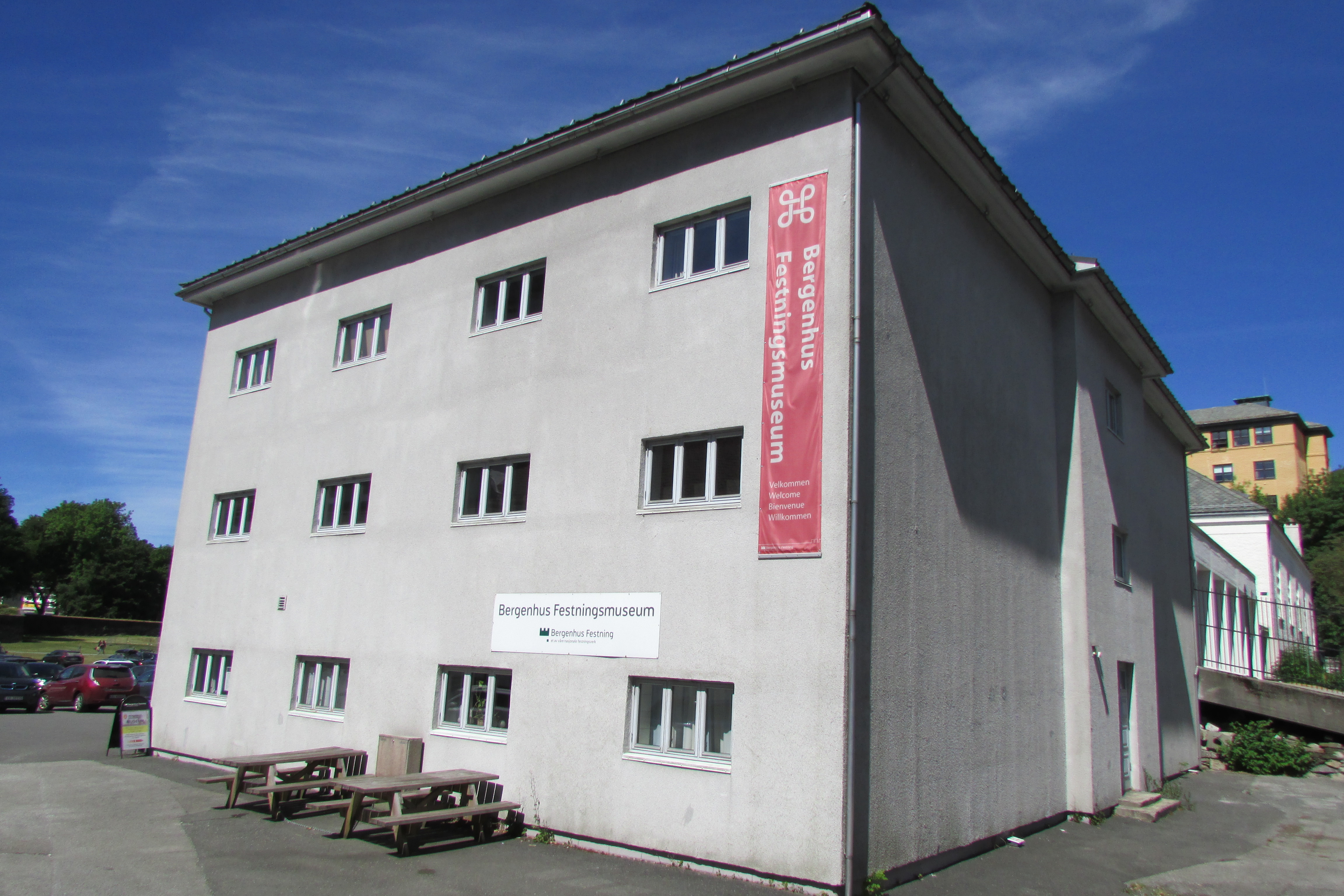
Festungsmuseum Bergenhus (ehemaliges Magazin)
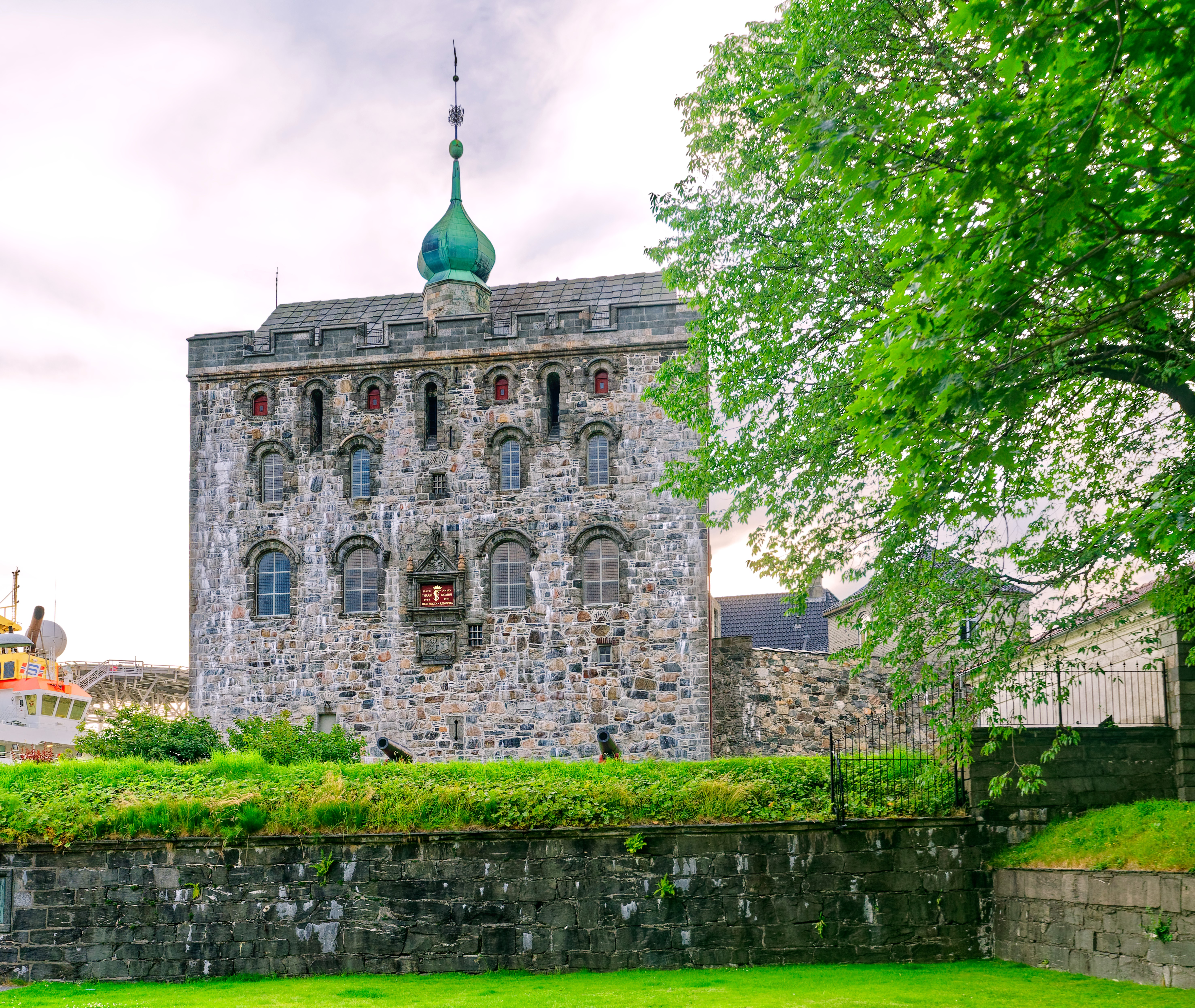
Rosenkrantztårnet